# لنگرخانه کلان
لنگرخانه کلان (به لاتین: Langar Khaneh-ye Kalan) یک منطقهٔ مسکونی در افغانستان است که در ولایت بلخ واقع شده‌است.